# مستريحة غربية (الرقة)
مستريحة غربية قرية سورية تتبع ناحية مركز تل ابيض في منطقة تل أبيض في محافظة الرقة. بلغ عدد سكانها 190 نسمة في عام 2004 حسب إحصاء المكتب المركزي للإحصاء.